# Kidlington
Kidlington est un village et une paroisse civile dans l'Oxfordshire, en Angleterre. Il se trouve à 8 kilomètres de Oxford. L'aéroport d'Oxford se trouve à Kidlington.